# Пінчук Віталій Іустинович
Пінчук Віталій Іустинович (22 липня 1931, м. Умань, Черкаська область — 1992, Чорноморський біосферний заповідник) — український радянський науковець-іхтіолог. Видатний спеціаліст із таксономії та морфології представників родини бичкових (Gobiidae).

## Життєпис
Протягом життя працював у різних наукових закладах СРСР. Збираючи науковий матеріал брав участь у експедиціях від берегів Тихого океану до Чорного моря. Довгий час працював із фондами зоологічного музею Одеського державного університету ім. І. І. Мечникова. Особливим талантом Віталія Іустиновича була здатність розпізнавати малопримітні деталі морфології риб, найменші відмінності у пропорціях: довжині, ширині, висоті окремих частин тіла. Особливу увагу приділяв обрисам голови і розташуванню очей, а також тонким відмінностям у ширині та формі губ — шкіряних складок, що облямовують рот. Більша частина вказаних деталей значно змінюється внаслідок фіксації риб та подальшого зберігання об'єкту. Іншим важливим елементом є описи забарвлення риб, зроблені Віталієм Іустиновичем.
В останні роки життя він працював старшим науковим співробітником Чорноморського біосферного заповідника НАН України. У 1992 р. він зник безвісти. Пророблена ним робота із систематики риб СРСР і суміжних країн, що була готова до видання, так і не була опублікована. На даний час більша частина колекції Пінчука зберігається у фондах Зоологічного музею Одеського університету.